# Francesco Sanmartino
Francesco Sanmartino (* 28. Februar 1911 in Nichelino, Italien; † 21. März 1983) war ein italienischer Geistlicher und römisch-katholischer Weihbischof in Turin.

## Leben
Francesco Sanmartino empfing am 29. Juni 1938 das Sakrament der Priesterweihe. 
Am 7. April 1966 ernannte ihn Papst Paul VI. zum Titularbischof von Summula und zum Weihbischof in Turin. Der Erzbischof von Turin, Michele Pellegrino, spendete ihm am 25. April desselben Jahres die Bischofsweihe; Mitkonsekratoren waren der Weihbischof in Turin, Francesco Bottino, und der Bischof von Biella, Carlo Rossi.
Sanmartino trat im Juli 1977 als Weihbischof in Turin zurück.